# 柳巴爾卡 (納羅季奇區)
51°4′38″N 29°4′6″E / 51.07722°N 29.06833°E
柳巴爾卡（烏克蘭語：Любарка），是烏克蘭北部的村莊，隸屬日托米爾州的科羅斯滕區。該村處於洛茲納河畔，始建於1694年，面積1.56平方公里，海拔高度158米，2001年人口14。